# ماريا بولينا بيريز
ماريا بولينا بيريز (بالإسبانية: María Paulina Pérez García) مواليد 10 يناير 1996 في بارانكيا، هي لاعبة كرة مضرب كولومبية. أعلى تصنيف لها في الفردي كان 647. أعلى تصنيف لها في الزوجي كان 594.

## النهائيات

### الزوجي (3–3)
| الحصيلة | الرقم | التاريخ        | الدورة             | الأرضية | الشريك              | المنافس                         | النتيجة                |
| ------- | ----- | -------------- | ------------------ | ------- | ------------------- | ------------------------------- | ---------------------- |
| الوصافة | 1.    | 19 نوفمبر 2012 | بارانكيا، كولومبيا | ترابية  | باولا اندريا بيريز  | ناديا اتشيفيريا ألام بلير شانكل | 5–7, 6–7(1–7)          |
| الفوز   | 1.    | 24 يونيو 2013  | بريدا، هولندا      | ترابية  | ماريا فرناندا هرازو | إلكه لمنس سفياتلانا بيرازهنكا   | 1–6, 7–6(7–2), [12–10] |

## روابط خارجية
- ماريا بولينا بيريز على موقع رابطة محترفات التنس (الإنجليزية)
- ماريا بولينا بيريز على موقع الاتحاد الدولي لكرة المضرب (الإنجليزية)
- ماريا بولينا بيريز على موقع كأس بيلي جين كينغ (الإنجليزية)
- ماريا بولينا بيريز على موقع خلاصة التنس.كوم (الإنجليزية)